# لا دیز

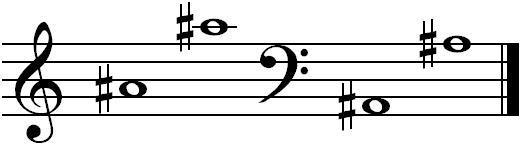
نت لا دیز

لا دیز (انگلیسی: A-sharp) با مخفف (♯A) یک نت از نت‌های موسیقی است که نیم پرده کروماتیک بالاتر از «لا» و نیم پرده دیاتونیک پایین‌تر از «سی» صدا می‌دهد. «لا دیز» نت مترادف «سی بمل» محسوب می‌شود. یک «لا دیز» وسط یا (۴♯A) بر اساس زیروبمی، فرکانسی معادل (۴۶۶٫۱۶۴ هرتز) را داراست.

## گام
گام‌ها بر پایه نت «لا دیز» عبارتند از:
- لا دیز ماژور : لا دیز، دو دوبل دیز، ر دیز، می دیز، فا دوبل دیز، سل دوبل دیز، لا دیز.
- لا دیز مینور تئوریک : لا دیز، سی دیز، دو دیز، ر دیز، می دیز، فا دیز، سل دیز، لا دیز.
- لا دیز مینور هارمونیک : لا دیز، سی دیز، دو دیز، ر دیز، می دیز، فا دیز، سل دوبل دیز، لا دیز.
- لا دیز مینور ملودیک بالا رونده: لا دیز، سی دیز، دو دیز، ر دیز، می دیز، فا دوبل دیز، سل دوبل دیز، لا دیز.
- لا دیز مینور ملودیک پایین رونده: لا دیز، سل دیز، فا دیز، می دیز، ر دیز، دو دیز، سی دیز، لا دیز.